# Les Aventures imaginaires de Dick Turpin
Les Aventures imaginaires de Dick Turpin, ou Les Aventures inventées de Dick Turpin au Québec (The Completely Made-Up Adventures of Dick Turpin) est une série télévisée britannique, développée par Big Talk Studios (en) et diffusée depuis le 1er mars 2024 sur Apple TV+.
En juillet 2024, la série est renouvelée pour une deuxième saison, avant d'être finalement annulée.

## Synopsis
Une version fictive de la vie de Dick Turpin, chef du gang d'Essex, qui commet de nombreux petits délits dans l'espoir de devenir le plus grand bandit de grands chemins d'Angleterre tout en étant poursuivi par le voleur Jonathan Wilde et l'organisation criminelle secrète, The Syndicate.

## Distribution

### Acteurs principaux
- Noel Fielding (VF : Adrien Antoine) : Dick Turpin
- Duayne Bochie (en) (VF : Jean-Baptiste Anoumon) : Honesty Barebone
- Marc Wootton (en) (VF : Xavier Fagnon) : Moose Pleck
- Ellie White (VF : Edwige Lemoine) : Elaenor « Nell » Brazier
- Dolly Wells (VF : Rafaèle Moutier) : Eliza Bean
- Mark Heap (VF : Michel Dodane) : John Turpin
- Hugh Bonneville (VF : Lionel Tua) : Jonathan Wilde
- Geoffrey McGivern (en) (VF : Hervé Bellon) : Lord Alistair Rookwood
- Joe Wilkinson (VF : Laurent Morteau) : Geoffrey le geôlier
- Kiri Flaherty (VF : Loïse Charpentier) : la petite Karen
- Asim Chaudhry (VF : Emmanuel Garijo) : Balthazar / Craig le warlock
- Tamsin Greig (VF : Danièle Douet) : Lady Helen Gwinear

### Acteurs récurrents
- David Threlfall (VF : Gabriel Le Doze) : Tom King (en)
- Greg Davies (VF : Florian Wormser) : Leslie Duvall
- Paul Kaye (VF : Bernard Bollet) : Ralph Ratclyff
- Guz Khan (en) : Gow
- Laura Checkley (en) : Sandra
- Diane Morgan : Maureen
- Jessica Hynes : la sorcière rouge
- Connor Swindells : Albert Crumb / Tommy Silversides
- Michael Fielding (en) (VF : Vincent Ropion) : Benny Turpin
- Samuel Leakey (VF : Sacha Tomassian) : Christopher Wilde

### Invités
- Simon Farnaby : Lord Saltley
- Sindhu Vee (en) : Lady Saltley
- Harry Trevaldwyn (en) : Steven
- Sutara Gayle (en) : Lizzy la friture
- Rich Fulcher (VF : Guillaume Lebon) : le cocher
- Philippa Dunne (en) (VF : Élisa Oriol) : Slake
- Colin Hoult (en) : Phillip
- Lisa Davina Phillip (en) : Faith Barebone

 Source et légende : version française (VF) sur RS Doublage et cartons du doublage français de la série.

## Épisodes
1. Une légende est née (si on veut) (A Legend Is Born (Sort Of))
2. La Diligence imbraquable (The Unrobbable Coach)
3. Grosse Dickonnade (Run Wilde)
4. La Reine Écarlate (Curse of the Reddlehag)
5. Tommy Silversides
6. Place à Turpin (Turpin Time)

## Accueil
Le site agrégateur de critiques Rotten Tomatoes a rapporté un taux d'approbation de 87 %, basé sur 23 critiques. Sur Metacritic, la série détient un score moyen pondéré de 71 sur 100, basé sur 6 critiques.